# Settimana Ciclistica Lombarda 2010
La Settimana Ciclistica Lombarda 2010, quarantesima edizione della corsa e valida come prova del circuito UCI Europe Tour 2010 categoria 2.1, si svolse in 5 tappe precedute da un prologo dal 31 marzo al 5 aprile 2010, per un percorso totale di 769,4 km. Fu vinto dall'italiano Michele Scarponi, che concluse la gara in 17h04'06", alla media di 45,06 km/h.
Al traguardo finale di Bergamo 126 ciclisti conclusero la gara.

## Tappe
| Tappa  | Data      | Percorso                                | km    | Vincitore di tappa | Leader cl. generale |
| ------ | --------- | --------------------------------------- | ----- | ------------------ | ------------------- |
| prol.  | 31 marzo  | Colle Gallo (cron. a squadre)           | 6,6   | Michele Scarponi   | Michele Scarponi    |
| 1ª     | 1º aprile | Calcinate > Calcinate                   | 156,8 | Bartosz Huzarski   | Michele Scarponi    |
| 2ª     | 2 aprile  | Dalmine > Dalmine                       | 174,4 | Roberto Ferrari    | Michele Scarponi    |
| 3ª     | 3 aprile  | Lumezzane > Lumezzane                   | 125,5 | Riccardo Riccò     | Michele Scarponi    |
| 4ª     | 4 aprile  | Grumello del Monte > Grumello del Monte | 152,8 | José Serpa         | Michele Scarponi    |
| 5ª     | 5 aprile  | Montello > Bergamo                      | 153,3 | Riccardo Riccò     | Michele Scarponi    |
| Totale | Totale    | Totale                                  | 769,4 |                    |                     |

## Squadre e corridori partecipanti
| N.     | Cod. | Squadra                      |
| ------ | ---- | ---------------------------- |
| 1-8    | AND  | Androni Giocattoli           |
| 9-16   | AKT  | Aktio Group-Mostostal Pulawy |
| 17-24  | AMO  | Amore & Vita-Conad           |
| 25-32  | ASA  | Acqua & Sapone               |
| 33-40  | ARH  | Atlas Personal-BMC           |
| 41-48  | BTL  | Bbox Bouygues Telecom        |
| 49-56  | CMO  | Carmiooro-N.G.C.             |
| 57-64  | CCC  | CCC Polsat Polkowice         |
| 65-72  | CDC  | CDC-Cavaliere                |
| 73-80  | FLM  | Ceramica Flaminia            |
| 81-88  | COG  | Colnago-CSF Inox             |
| 89-96  | DER  | De Rosa-Stac Plastic         |
| 97-104 | ISD  | ISD-Neri                     |

| N.      | Cod. | Squadra                      |
| ------- | ---- | ---------------------------- |
| 105-112 | TIK  | Itera-Katusha                |
| 113-120 | KCT  | Kalev Chocolate Team         |
| 121-128 | MKT  | Meridiana-Kamen Team         |
| 129-136 | MIE  | Miche                        |
| 137-144 | MRO  | Mroz-Active Jet              |
| 145-152 | PCB  | Price-Custom Bikes           |
| 153-160 | RB3  | Rabobank Continental Team    |
| 161-168 | SPV  | Sparebanken Vest-Ridley      |
| 169-176 | PPO  | Nippo                        |
| 177-184 | VAC  | Vacansoleil Pro Cycling Team |
| 185-192 | VBG  | Vorarlberg-Corratec          |
| 193-200 | RAR  | Zheroquadro-Radenska         |

## Dettagli delle tappe

### Prologo
- 31 marzo: Colle Gallo – Cronometro individuale – 6,6 km

Risultati
| Pos. | Corridore          | Squadra     | Tempo  |
| ---- | ------------------ | ----------- | ------ |
| 1    | Michele Scarponi   | Androni     | 14'55" |
| 2    | Matteo Carrara     | Vacansoleil | a 17"  |
| 3    | Przemysław Niemiec | Miche       | a 20"  |

| Pos. | Corridore          | Squadra     | Tempo  |
| ---- | ------------------ | ----------- | ------ |
| 1    | Michele Scarponi   | Androni     | 14'55" |
| 2    | Matteo Carrara     | Vacansoleil | a 17"  |
| 3    | Przemysław Niemiec | Miche       | a 20"  |

### 1ª tappa
- 1º aprile: Calcinate > Calcinate – 156,8 km

Risultati
| Pos. | Corridore         | Squadra     | Tempo    |
| ---- | ----------------- | ----------- | -------- |
| 1    | Bartosz Huzarski  | ISD-Neri    | 3h12'30" |
| 2    | Michael Stevenson | Sparebanken | a 1"     |
| 3    | Manuele Caddeo    | Zheroquadro | s.t.     |

| Pos. | Corridore          | Squadra     | Tempo    |
| ---- | ------------------ | ----------- | -------- |
| 1    | Michele Scarponi   | Androni     | 3h27'55" |
| 2    | Matteo Carrara     | Vacansoleil | a 16"    |
| 3    | Przemysław Niemiec | Miche       | a 20"    |

### 2ª tappa
- 2 aprile: Dalmine > Dalmine – 174,4 km

Risultati
| Pos. | Corridore        | Squadra      | Tempo    |
| ---- | ---------------- | ------------ | -------- |
| 1    | Roberto Ferrari  | De Rosa      | 3h52'56" |
| 2    | Alberto Loddo    | Androni      | s.t.     |
| 3    | Jurij Metlušenko | Amore & Vita | s.t.     |

| Pos. | Corridore          | Squadra     | Tempo    |
| ---- | ------------------ | ----------- | -------- |
| 1    | Michele Scarponi   | Androni     | 7h20'51" |
| 2    | Matteo Carrara     | Vacansoleil | a 16"    |
| 3    | Przemysław Niemiec | Miche       | a 20"    |

### 3ª tappa
- 3 aprile: Lumezzane > Lumezzane – 125,5 km

Risultati
| Pos. | Corridore        | Squadra       | Tempo    |
| ---- | ---------------- | ------------- | -------- |
| 1    | Riccardo Riccò   | Cer. Flaminia | 2h48'52" |
| 2    | Michele Scarponi | Androni       | s.t.     |
| 3    | Matteo Carrara   | Vacansoleil   | s.t.     |

| Pos. | Corridore        | Squadra       | Tempo     |
| ---- | ---------------- | ------------- | --------- |
| 1    | Michele Scarponi | Androni       | 10h09'37" |
| 2    | Riccardo Riccò   | Cer. Flaminia | a 17"     |
| 3    | Matteo Carrara   | Vacansoleil   | a 18"     |

### 4ª tappa
- 4 aprile: Grumello del Monte > Grumello del Monte – 152,8 km

Risultati
| Pos. | Corridore        | Squadra     | Tempo    |
| ---- | ---------------- | ----------- | -------- |
| 1    | José Serpa       | De Rosa     | 3h28'33" |
| 2    | Michele Scarponi | Androni     | s.t.     |
| 3    | Matteo Carrara   | Vacansoleil | s.t.     |

| Pos. | Corridore          | Squadra       | Tempo     |
| ---- | ------------------ | ------------- | --------- |
| 1    | Michele Scarponi   | Androni       | 13h38'06" |
| 2    | Riccardo Riccò     | Cer. Flaminia | a 30"     |
| 3    | Przemysław Niemiec | Miche         | a 35"     |

### 5ª tappa
- 5 aprile: Montello > Bergamo – 153,3 km

Risultati
| Pos. | Corridore         | Squadra       | Tempo    |
| ---- | ----------------- | ------------- | -------- |
| 1    | Riccardo Riccò    | Cer. Flaminia | 3h26'02" |
| 2    | Andreas Dietziker | Vorarlberg    | s.t.     |
| 3    | Jackson Rodríguez | Androni       | s.t.     |

| Pos. | Corridore          | Squadra       | Tempo     |
| ---- | ------------------ | ------------- | --------- |
| 1    | Michele Scarponi   | Androni       | 17h04'06" |
| 2    | Riccardo Riccò     | Cer. Flaminia | a 22"     |
| 3    | Przemysław Niemiec | Miche         | a 37"     |

## Classifiche finali

### Classifica generale - Maglia rossa
| Pos. | Corridore          | Squadra       | Tempo     |
| ---- | ------------------ | ------------- | --------- |
| 1    | Michele Scarponi   | Androni       | 17h04'06" |
| 2    | Riccardo Riccò     | Cer. Flaminia | a 22"     |
| 3    | Przemysław Niemiec | Miche         | a 37"     |
| 4    | Luca Zanasca       | CDC-Cavaliere | a 47"     |
| 5    | Matteo Carrara     | Vacansoleil   | a 50"     |
| 6    | Riccardo Chiarini  | De Rosa       | a 1'02"   |
| 7    | Fortunato Baliani  | Miche         | a 1'03"   |
| 8    | José Serpa         | Androni       | a 1'08"   |
| 9    | Emanuele Sella     | Carmiooro     | a 1'11"   |
| 10   | Johann Tschopp     | Bouygues Tel. | a 1'20"   |

### Classifica a punti - Maglia ciclamino
| Pos. | Corridore        | Squadra       | Punti |
| ---- | ---------------- | ------------- | ----- |
| 1    | Riccardo Riccò   | Cer. Flaminia | 24    |
| 2    | Bartosz Huzarski | ISD-Neri      | 21    |
| 3    | Michele Scarponi | Androni       | 20    |
| 4    | Roberto Ferrari  | De Rosa       | 17    |
| 5    | Matteo Carrara   | Vacansoleil   | 14    |

### Classifica scalatori - Maglia verde
| Pos. | Corridore          | Squadra       | Punti |
| ---- | ------------------ | ------------- | ----- |
| 1    | Przemysław Niemiec | Miche         | 18    |
| 2    | Ruslan Pidhornyj   | ISD-Neri      | 8     |
| 3    | Wout Poels         | Vacansoleil   | 8     |
| 4    | Michele Scarponi   | Androni       | 7     |
| 5    | Riccardo Riccò     | Cer. Flaminia | 6     |

### Classifica sprint
| Pos. | Corridore        | Squadra       | Tempo |
| ---- | ---------------- | ------------- | ----- |
| 1    | Claudio Corioni  | De Rosa       | 10    |
| 2    | Giairo Ermeti    | De Rosa       | 8     |
| 3    | Michail Antonov  | Itera-Katusha | 8     |
| 4    | Riccardo Riccò   | Cer. Flaminia | 7     |
| 5    | Ruslan Pidhornyj | ISD-Neri      | 7     |

### Classifica a squadre
| Pos. | Squadra                          | Tempo     |
| ---- | -------------------------------- | --------- |
| 1    | Androni Giocattoli               | 50h29'11" |
| 2    | Miche                            | a 22"     |
| 3    | Vacansoleil-DCM Pro Cycling Team | a 1'07"   |
| 4    | Vorarlberg-Corratec              | a 2'45"   |
| 5    | Ceramica Flaminia                | a 3'50"   |